# Mahasiddha
Mahasiddha (tyb.: གྲུབ་ཐོབ་ཆེན་པོ, Wylie: grub thob chen po, ZWPY: Chubtobqênbo), urzeczywistniony mistrz – w buddyzmie tybetańskim i hinduizmie tantrycznym termin określający oświeconych mistrzów ścieżki tantrycznej, którzy osiągnęli najwyższy poziom poznania, maha-siddhi, oznaczający najwyższą moc, osiągnięcie jedności z nienazywalną rzeczywistością, jak i również manifestujących to urzeczywistnienie (spełnienie) w wymiarze względnym, zjawiskowym. 

## Buddyzm
Tradycyjnie w buddyzmie tybetańskim mówi się o 84 mahasiddhach, mężczyznach i kobietach, dosłownie (Wielkich Zrealizowanych), doskonałych adeptach tantr Jogi Najwyższej obecnych w ostatnim okresie rozwoju Buddyzmu do ok. XII w n.e. w Indiach i terenach obecnego Pakistanu, takich jak Tilopa, Naropa, Maitripa, itd. (pełna lista tutaj). 
Oprócz tego znanych było tam wielu innych mahasiddhów, np. Lalita Wadżra, Padampa Sangdzie, czy tych związanych z tantrą Kalaczakra, np. Chilupa/Kalachakrapada, oraz tych związanych z początkowym rozwojem nauk Dzogczen tj. Garab Dordże, Padmasambhawa, Wimalamitra. 
W Tybecie za czasów panowania króla Tritsong Detsen, który wprowadził tam buddyzm jako religię państwową, 25 Tybetańczyków stało się mahasiddhami za sprawą Padmasambhawy. Oprócz tego było wielu innych mistrzów tybetańskich o randze mahasiddhy np. Orgjenpa.
Znamienne jest to, że buddyjscy mahasiddhowie uzyskiwali bezpośrednie przekazy od Buddów głównie manifestujących się im w formach Sambhogakai np. w przypadku mahasiddhy Garab Dordże od Wadżrasattwy, w przypadku Tilopy, Naropy bądź tybetańskiego Orgjenpy od Wadżrajogini (Wadżrawarahi) czy w przypadku Lalita Wadżry od Dżnianadakini Rolangma (Jamantaka).